# Svart buskskvätta
Svart buskskvätta (Saxicola caprata) är en tätting i familjen flugsnappare. Den har en mycket vid utbredning i Asien, från Iran vidare österut ända till Nya Guinea. Mycket sällsynt uppträder den i Europa, med endast tre fynd i Finland, ett i Italien och ett utanför Ulricehamn i svenska Västergötland 2018. IUCN kategoriserar den som livskraftig.

## Utseende
Den svarta buskskvättan är något större än svarthakad buskskvätta (13–14,5 centimeter lång). Den vuxna hanen är mycket karakteristiskt tecknad: helsvart med vit övergump, vit buk och en liten vit skulderfläck. Hona och unghane är brungrå med helmörk stjärt och rosttonad övergump. Till skillnad från en mörkt tecknad hona av svarthakad buskskvätta är strupen ljus och vingen i princip helmörk.

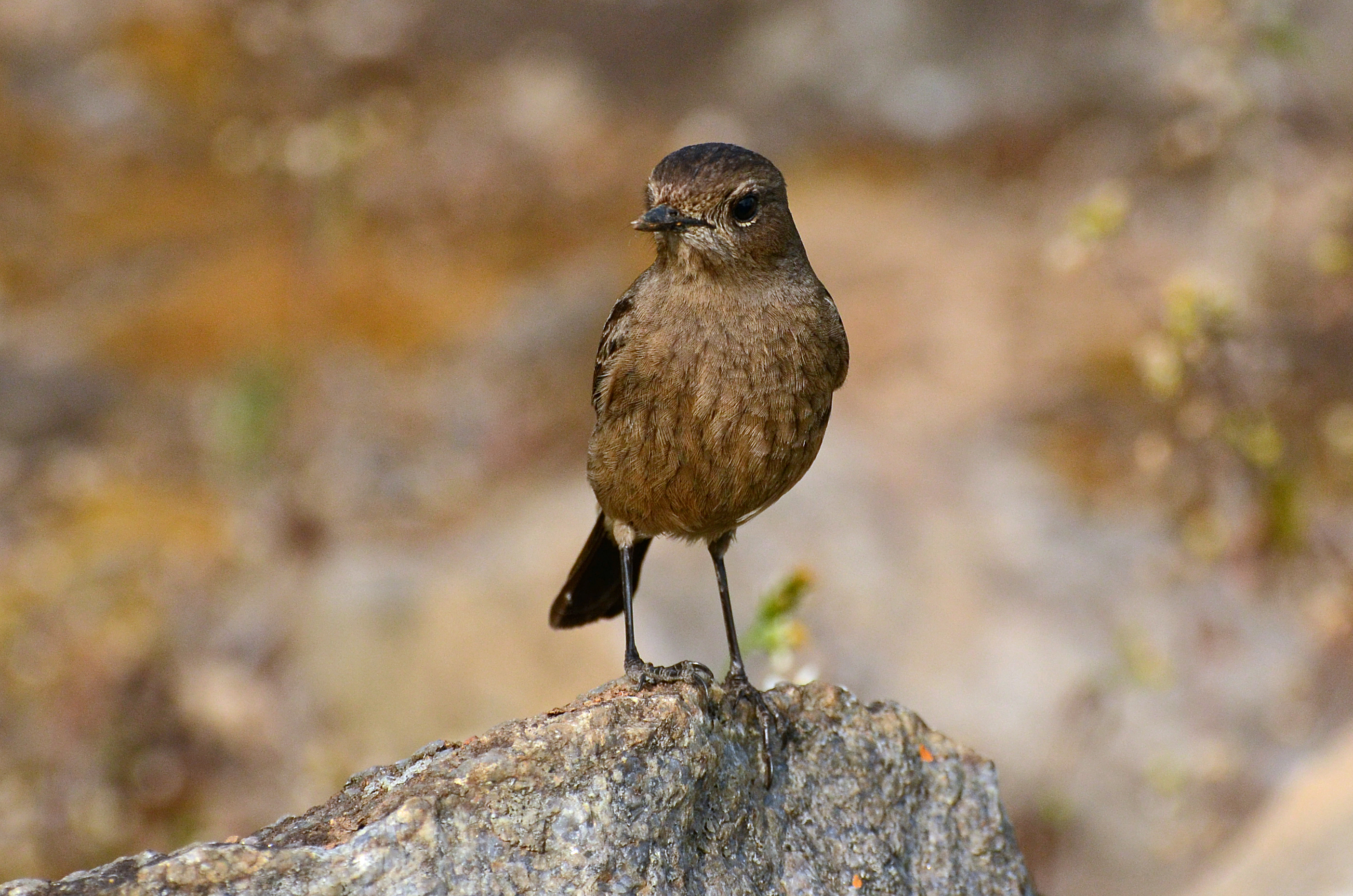
Hona.

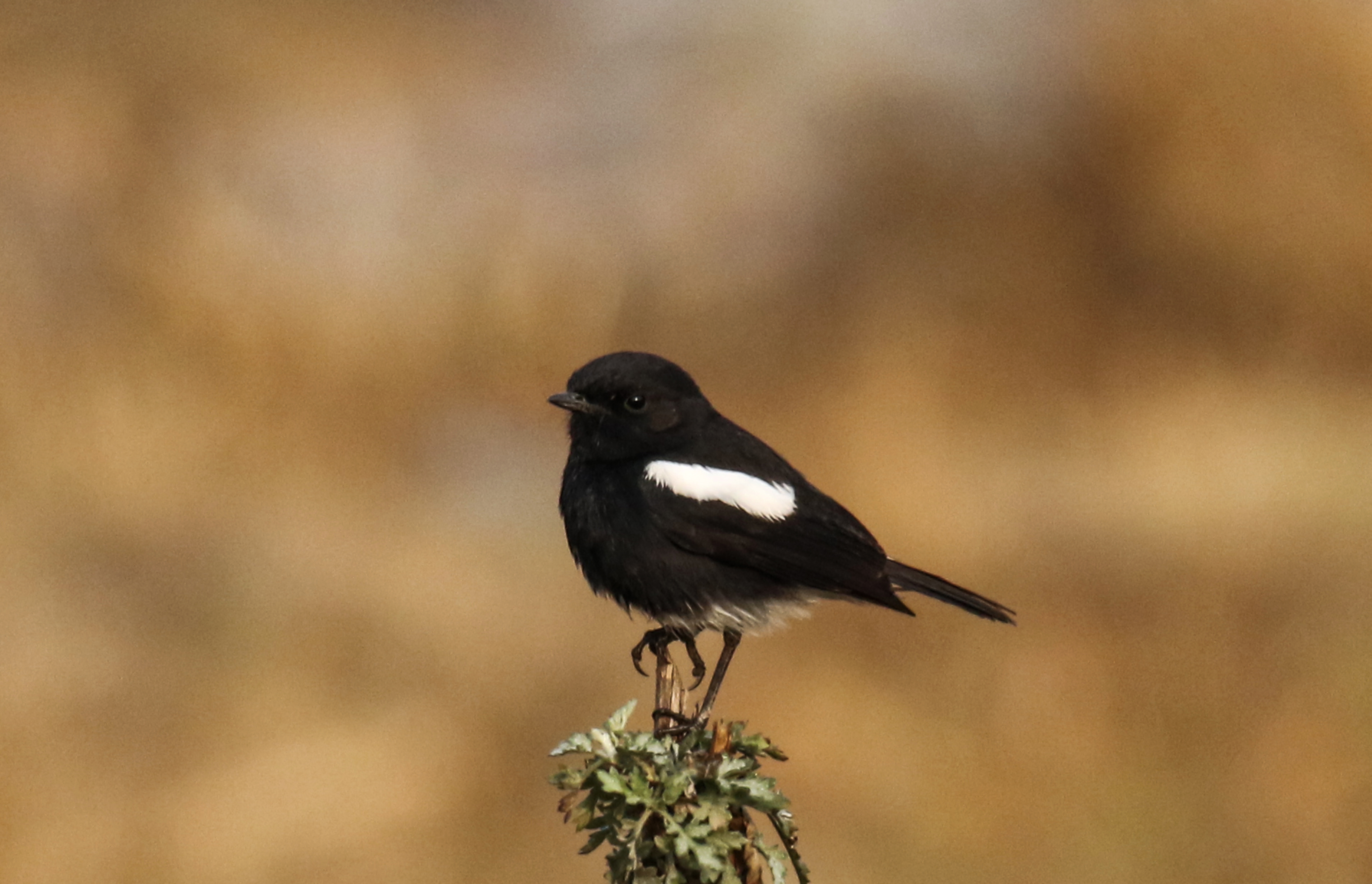
Hane.

## Läte
Sången liknar vitgumpad buskskvätta, men är mörkare och mer behaglig, med böjda visslingar och knäppningar men avsaknad av gnissliga ljud. Lätena varierar, med både mjuka och vassa nedåtböjda visslingar och hårda "tsek" eller "tsek tsek".

## Utbredning och systematik
Svart buskskvätta har en ovanligt mycket vid utbredning i Asien. Den delas in i hela 16 underarter med följande utbredning:
- Saxicola caprata rossorum – öster om Kaspiska havet till Iran, Afghanistan och norra Kashmir
- Saxicola caprata bicolor – häckar i Pakistan, Baluchistan och Kashmir, flyttar vintertid till centrala Indien
- Saxicola caprata burmanicus – centrala Indien till sydvästra Kina, Myanmar, norra Thailand och Indokina
- Saxicola caprata nilgiriensis – södra Indien (i västra Chennai och Kerala)
- Saxicola caprata atratus – på Sri Lanka
- Saxicola caprata caprata – norra Filippinerna (Luzon, Lubang och Mindoro)
- Saxicola caprata randi – Filippinerna (Negros, Bohol, Masbate, Ticao, Cebu, Siquijor)
- Saxicola caprata anderseni – södra Filippinerna (Mindanao, Camiguin Sur, Leyte och Biliran)
- Saxicola caprata fruticola – Java, Bali, Lombok, Sumbawa, Flores, Lomblen och Alor
- Saxicola caprata pyrrhonotus – Små Sundaöarna (på Kisar, Wetar, Sawu, Semau, Roti och Timor)
- Saxicola caprata francki – Sumba i Små Sundaöarna
- Saxicola caprata cognatus – Babar i Små Sundaöarna
- Saxicola caprata albonotatus – Sulawesi, Pulau Selayar och Buton
- Saxicola caprata aethiops – norra Nya Guinea och Niu Briten (Bismarckarkipelagen)
- Saxicola caprata belensis – centrala bergen på Nya Guinea (Paniaisjöarna till Sudirmanbergen)
- Saxicola caprata wahgiensis – Central Highlands på Nya Guinea, Huonhalvön och sydöstra bergen

### Svart buskskvätta i Europa
Svart buskskvätta är en mycket sällsynt gäst i Europa, med tre fynd i Finland: Österbotten den 9 oktober 2010, Utö, Korpo den 19 maj 2017 och i Euraåminne 17 juli 2020. I oktober 2017 sågs dessutom en individ i Pisa, Italien. 8 november 2018 fotograferades en svart buskskvätta också utanför Ulricehamn i Västergötland. I närområdet har den setts ett fåtal gånger i Israel, i Kuwait och på Cypern.

### Familjetillhörighet
Buskskvättorna ansågs fram tills nyligen liksom bland andra stenskvättor, stentrastar, rödstjärtar vara små trastar. DNA-studier visar dock att de är marklevande flugsnappare (Muscicapidae) och förs därför numera till den familjen.

## Ekologi
Svart buskskvätta är en vanligt förekommande och välbekant fågel i öppet landskap med buskområden eller grässlätter där den ofta ses i toppen på buskar eller korta träd på utkik efter insekter. Den har noterats inta både mott och mjöllöss. Fågeln häckar från februari till augusti med en topp mellan mars och juni. Två till fem ägg läggs i boet som byggs i en hålighet i en vägg eller liknande. Huvudsakligen honan ruvar äggen, i tolv till 13 dagar.

## Status och hot
Arten har ett stort utbredningsområde och en stor population med stabil utveckling. Utifrån dessa kriterier kategoriserar IUCN arten som livskraftig (LC). Världspopulationen har inte uppskattats men den beskrivs som vanlig, lokalt mycket vanlig.